# Queen’s Club Championships
A Queen’s Club Championships, korábbi nevén AEGON Championships minden év júniusában megrendezett tenisztorna férfiak, és 2025 óta nők számára is, Londonban, az Egyesült Királyság fővárosában. 1979 és 2008 között Stella Artois Championships néven volt ismert.
Az ATP 500 Series tornák közé tartozik, összdíjazása 2 219 150 euró. Közvetlenül a Roland Garros után sorra kerülő füves szezon első versenye. Egyike  a négy szabadtéri, füves borítású pályán megrendezett kisebb versenyeknek. 2025-től a nők részére is rendeznek WTA500 tornát.
Története egészen 1890-ig vezethető vissza, így a torna a legpatinásabb ATP International Series versenyek közé tartozik. A nők részére 1974–2025 között nem rendezték meg.

## Döntők

### Férfi egyéni
| Év           | Győztes                           | Ellenfél a döntőben               | Eredmény a döntőben           |
| ------------ | --------------------------------- | --------------------------------- | ----------------------------- |
| 2018         | Marin Čilić                       | Novak Đoković                     | 5–7, 7–6(7–4), 6–3            |
| 2017         | Feliciano López                   | Marin Čilić                       | 4–6, 7–6(7–2), 7–6(10–8)      |
| 2016         | Andy Murray                       | Miloš Raonić                      | 6–7(5–7), 6–4, 6–3            |
| 2015         | Andy Murray                       | Kevin Anderson                    | 6–3, 6–4                      |
| 2014         | Grigor Dimitrov                   | Feliciano López                   | 6–7(8–10), 7–6(7–1), 7–6(8–6) |
| 2013         | Andy Murray                       | Marin Čilić                       | 5–7, 7–5, 6–3                 |
| 2013         | Andy Murray                       | Marin Čilić                       | 5–7, 7–5, 6–3                 |
| 2012         | Marin Čilić                       | David Nalbandian                  | 6–7(3), 4–3, leléptetés       |
| 2011         | Andy Murray                       | Jo-Wilfried Tsonga                | 3–6, 7–6(2), 6–4              |
| 2010         | Sam Querrey                       | Mardy Fish                        | 7–6(3), 7–5                   |
| 2009         | Andy Murray                       | James Blake                       | 7–5, 6–4                      |
| 2008         | Rafael Nadal                      | Novak Đoković                     | 7–6 (6), 7–5                  |
| 2007         | Andy Roddick                      | Nicolas Mahut                     | 4–6, 7–6, 7–6                 |
| 2006         | Lleyton Hewitt                    | James Blake                       | 6–4, 6–4                      |
| 2005         | Andy Roddick                      | Ivo Karlović                      | 7–6, 7–6                      |
| 2004         | Andy Roddick                      | Sébastien Grosjean                | 7–6, 6–4                      |
| 2003         | Andy Roddick                      | Sébastien Grosjean                | 6–3, 6–3                      |
| 2002         | Lleyton Hewitt                    | Tim Henman                        | 4–6, 6–1, 6–4                 |
| 2001         | Lleyton Hewitt                    | Tim Henman                        | 7–6, 7–6                      |
| 2000         | Lleyton Hewitt                    | Pete Sampras                      | 6–4, 6–4                      |
| 1999         | Pete Sampras                      | Tim Henman                        | 6–7, 6–4, 7–6                 |
| 1998         | Scott Draper                      | Laurence Tieleman                 | 7–6, 6–4                      |
| 1997         | Mark Philippoussis                | Goran Ivanišević                  | 7–5, 6–3                      |
| 1996         | Boris Becker                      | Stefan Edberg                     | 6–4, 7–6                      |
| 1995         | Pete Sampras                      | Guy Forget                        | 7–6, 7–6                      |
| 1994         | Todd Martin                       | Pete Sampras                      | 7–6, 7–6                      |
| 1993         | Michael Stich                     | Wayne Ferreira                    | 6–3, 6–4                      |
| 1992         | Wayne Ferreira                    | Shuzo Matsuoka                    | 6–3, 6–4                      |
| 1991         | Stefan Edberg                     | David Wheaton                     | 6–2, 6–3                      |
| 1990         | Ivan Lendl                        | Boris Becker                      | 6–3, 6–2                      |
| 1989         | Ivan Lendl                        | Christo Van Rensburg              | 4–6, 6–3, 6–4                 |
| 1988         | Boris Becker                      | Stefan Edberg                     | 6–1, 3–6, 6–3                 |
| 1987         | Boris Becker                      | Jimmy Connors                     | 6–7, 6–3, 6–4                 |
| 1986         | Tim Mayotte                       | Jimmy Connors                     | 6–4, 2–1 feladta              |
| 1985         | Boris Becker                      | Johan Kriek                       | 6–2, 6–3                      |
| 1984         | John McEnroe                      | Leif Shiras                       | 6–1, 3–6, 6–2                 |
| 1983         | Jimmy Connors                     | John McEnroe                      | 6–3, 6–3                      |
| 1982         | Jimmy Connors                     | John McEnroe                      | 7–5, 6–3                      |
| 1981         | John McEnroe                      | Brian Gottfried                   | 7–6, 7–5                      |
| 1980         | John McEnroe                      | Kim Warwick                       | 6–3, 6–1                      |
| 1979         | John McEnroe                      | Victor Pecci                      | 6–7, 6–1, 6–1                 |
| 1978         | Tony Roche                        | John McEnroe                      | 8–6, 9–7                      |
| 1977         | Raúl Ramírez                      | Mark Cox                          | 9–7, 7–5                      |
| 1974–76      | elmaradt                          | elmaradt                          | elmaradt                      |
| 1973         | Ilie Năstase                      | Roger Taylor                      | 10–8, 6–3                     |
| 1972         | Jimmy Connors                     | John Paish                        | 6–2, 6–3                      |
| 1971         | Stan Smith                        | John Newcombe                     | 8–6, 6–3                      |
| 1970         | Rod Laver                         | John Newcombe                     | 6–4, 6–3                      |
| 1969         | Fred Stolle                       | John Newcombe                     | 6–3, 22–20                    |
| Pre-Open Éra |                                   |                                   |                               |
| 1968         | Clark Graebner / Tom Okker        | Clark Graebner / Tom Okker        | megosztott cím                |
| 1967         | John Newcombe                     | Roger Taylor                      | 7–5, 6–3                      |
| 1966         | Roy Emerson                       | Tony Roche                        | Roche visszalépett            |
| 1965         | Roy Emerson                       | Dennis Ralston                    | Ralston visszalépett          |
| 1964         | Roy Emerson                       | Thomas Lejus                      | 12–10, 6–4                    |
| 1963         | Roy Emerson                       | Owen Davidson                     | 6–1 6–2                       |
| 1962         | Rod Laver                         | Roy Emerson                       | 6–4 7–5                       |
| 1961         | Bob Hewitt                        | Robert McKinley                   | 6–2 6–3                       |
| 1960         | Andrés Gimeno                     | Roy Emerson                       | 8–6 ,6–3                      |
| 1959         | Ramanathan Krishnan               | Neale Fraser                      | 6–3, 6–0                      |
| 1958         | Malcolm Anderson                  | Robert Mark                       | 1–6, 11–9, 6–3                |
| 1957         | Ashley Cooper                     | Neale Fraser                      | 6–8, 6–2, 6–3                 |
| 1956         | Neale Fraser                      | Ken Rosewall                      | 7–5, 3–6, 9–7                 |
| 1955         | Ken Rosewall                      | Lewis Hoad                        | 6–2, 6–3                      |
| 1954         | Lewis Hoad                        | Mervyn Rose                       | 8–6, 6–4                      |
| 1953         | Lewis Hoad                        | Ken Rosewall                      | 8–6, 10–8                     |
| 1952         | Frank Sedgman                     | Mervyn Rose                       | 10–8, 6–2                     |
| 1951         | Eric Sturgess                     | Frank Sedgman                     | 6–4 5–7 6–2                   |
| 1950         | John Bromwich                     | Arthur Larsen                     | 6–2, 6–4                      |
| 1949         | Ted Schroeder                     | Gardnar Mulloy                    | 8–6, 6–0                      |
| 1948         | Robert Falkenburg / Eric Sturgess | Robert Falkenburg / Eric Sturgess | megosztott cím                |
| 1947         | Robert Falkenburg                 | Colin Long                        | 6–4, 7–5                      |
| 1946         | Pancho Segura                     | Colin Long                        | 6–4, 7–5                      |
| 1940-45      | elmaradt                          | elmaradt                          | elmaradt                      |
| 1939         | Gottfried von Cramm               | Ghaus Mohammad                    | 6–1, 6–3                      |
| 1938         | Henry Austin                      | Kho Sin Kie                       | 6–2, 6–0                      |
| 1937         | Donald Budge                      | Henry Austin                      | 6–1, 6–2                      |
| 1936         | Donald Budge                      | David P. Jones                    | 6–4, 6–3                      |
| 1935         | Wilmer Allison / Clarence Jones   | Wilmer Allison / Clarence Jones   | megosztott cím                |
| 1934         | Sidney Wood                       | Frank Shields                     | 6–4, 6–3                      |
| 1933         | Ellsworth Vines / Lester Stoefen  | Ellsworth Vines / Lester Stoefen  | megosztott cím                |
| 1932         | Jack Crawford                     | Hendrik Timmer                    | 1–6, 6–3, 6–3, 6–4            |
| 1931         | John Olliff                       | Edward Avory                      | 3–6, 6–4, 6–2                 |
| 1930         | Wilmer Allison                    | Gregory Mangin                    | 6–4, 8–6                      |
| 1929         | William Tilden / Francis Hunter   | William Tilden / Francis Hunter   | megosztott cím                |
| 1928         | William Tilden                    | Francis Hunter                    | 6–3, 6–2, 6–1                 |
| 1927         | Henry Mayes                       | D.M. Evans                        | 6–3, 6–3                      |
| 1926         | Henry Mayes                       | Arthur Lowe                       | 6–3, 6–2                      |
| 1925         | Arthur Lowe                       | Henry Mayes                       | 6–2, 9–7                      |
| 1924         | Algernon Kingscote                | Arthur Lowe                       | 3–6, 8–6, 6–3, 6–2            |
| 1923         | Vincent Richards                  | Sydney Jacob                      | 6–2, 6–2                      |
| 1922         | Henry Mayes                       | Donald Greig                      | 6–8, 6–2, 6–2, 6–1            |
| 1921         | Zenzo Shimizu                     | Mohammed Sleem                    | 6–2, 6–0                      |
| 1920         | Bill Johnston                     | William Tilden                    | 4–6, 6–2, 6–4                 |
| 1919         | Pat O'Hara Wood                   | Louis Raymond                     | 6–4, 6–0, 2–6, 7–5            |
| 1915-18      | elmaradt                          | elmaradt                          | elmaradt                      |
| 1914         | Arthur Lowe                       | Percival Davson                   | 6–2, 7–5, 6–4                 |
| 1913         | Arthur Lowe                       | Wallace F. Johnson                | 7–5, 6–4, 4–6, 4–6, 6–4       |
| 1912         | Anthony Wilding                   | Otto Froitzheim                   | könnyű győzelem               |
| 1911         | Anthony Wilding                   | Alfred Beamish                    | 7–5, 6–2, 6–3                 |
| 1910         | Anthony Wilding                   | Josiah Ritchie                    | 6–4, 6–3, 2–0 feladta         |
| 1909         | Josiah Ritchie                    | Harry Parker                      | 11–13, 6–4 6–1, 6–0           |
| 1908         | Kenneth Powell                    | Josiah Ritchie                    | 6–4, 3–3 visszalépett         |
| 1907         | Anthony Wilding                   | Josiah Ritchie                    | 6–2, 6–1, 6–0                 |
| 1906         | Josiah Ritchie                    | J.M. Flavelle                     | 6–0, 6–1, 7–5                 |
| 1905         | Holcombe Ward                     | Beals Wright                      | walkover                      |
| 1904         | Josiah Ritchie                    | Harold Mahony                     | 6–3, 6–1, 6–1                 |
| 1903         | George Greville                   | Charles Simond                    | 6–1, 6–4, 7–9, 5–7, 6–4       |
| 1902         | Josiah Ritchie                    | Charles Simond                    | 6–3, 6–4, 6–0                 |
| 1901         | Charles Dixon                     | George Greville                   | 6–1, 6–0, 4–6, 6–4            |
| 1900         | Arthur Gore                       | A. Lavy                           | 6–0, 6–2, 6–3                 |
| 1899         | Harold Mahony                     | Arthur Gore                       | 8–10, 6–2, 7–5, 6–1           |
| 1898         | Lawrence Doherty                  | Harold Mahony                     | 6–3, 6–4, 9–7                 |
| 1897         | Lawrence Doherty                  | Josiah Ritchie                    | 6–2, 6–2, 6–2                 |
| 1896         | Harold Mahony                     | Reginald Doherty                  | 11–9, 6–4, 6–4                |
| 1895         | Harry S. Barlow                   | Manliff Goodbody                  | 6–4, 7–5, 5–7, 5–7, 10–8      |
| 1894         | Harold Mahony                     | Harry S. Barlow                   | 6–2, 6–3, 6–3                 |
| 1893         | Joshua Pim                        | Harold Mahony                     | 1–6, 6–1, 6–8, 6–3            |
| 1892         | Ernest W. Lewis                   | Joshua Pim                        | 6–4, 6–4, 3–6, 4–6, 6–1       |
| 1891         | Harry S. Barlow                   | Joshua Pim                        | 6–4, 2–6, 6–0, 7–5            |
| 1890         | D.G. Chaytor                      | Wilfred Baddeley                  | 3–6, 6–8, 6–1, 6–2, 6–2       |

### Női egyéni

#### Fulham
| Év         | Bajnok                   | Döntős                   | Eredmény                 |
| ---------- | ------------------------ | ------------------------ | ------------------------ |
| 1881       | M. Raikes                | Miss Burleigh            | 5-0, 5-2                 |
| 1882– 1883 | Női tornát nem rendeztek | Női tornát nem rendeztek | Női tornát nem rendeztek |
| 1884       | Maud Watson              | Edith Coleridge Cole     | 6-4, 6-2, 2-6, 6-1       |
| 1885       | Maud Watson              | Lilian Watson            | 6-2, 6-3                 |
| 1886       | Blanche Bingley Hillyard | Edith Davies             | 6-1, 6-1                 |
| 1887       | Blanche Bingley Hillyard | B. James                 | 6-4, 6-3                 |
| 1888       | Blanche Bingley Hillyard | May Jacks                | 6-4, 6-3                 |
| 1889       | May Jacks                | Maud Shackle             | 6-2, 6-1                 |

#### London
| Év        | Bajnok                                     | Döntős                                     | Eredmény                 |
| --------- | ------------------------------------------ | ------------------------------------------ | ------------------------ |
| 1890      | May Jacks                                  | Maud Shackle                               | 6–2, 6–1                 |
| 1891      | Maud Shackle                               | May Jacks                                  | 6–2, 4–6, 6–3            |
| 1892      | Maud Shackle                               | Edith Austin                               | 6–2, 6–3                 |
| 1893      | Maud Shackle                               | Edith Austin                               | 6–2, 6–1                 |
| 1894      | Edith Austin                               | Charlotte Cooper                           | 8–6, 11–9                |
| 1895      | Maud Shackle                               | Edith Austin                               | 6–2, 7–5                 |
| 1896      | Charlotte Cooper                           | Agatha Templeman                           |                          |
| 1897      | Charlotte Cooper                           | Edith Austin                               | 2–6, 6–2, 6–2            |
| 1898      | Charlotte Cooper                           | Edith Austin                               | 6–4, 3–6, 8–6            |
| 1899      | Edith Austin                               | Charlotte Cooper                           | 12–10, 2–6, 9–           |
| 1900      | Charlotte Cooper                           | Edith Greville                             |                          |
| 1901      | Edith Austin                               | Ethel Thomson                              | 6–1, 6–1                 |
| 1902      | Charlotte Cooper Sterry                    | Ruth Durlacher                             |                          |
| 1903      | Agnes Morton                               | Edith Greville                             |                          |
| 1904      | Agnes Morton                               | Ellen Stawell-Brown                        |                          |
| 1905      | Ethel Thomson                              | Edith Greville                             |                          |
| 1906      | Ethel Thomson                              | Mildred Coles                              |                          |
| 1907      | Violet Pinckney                            | Dorothea Lambert Chambers                  | 2–6, 6–3, 6–4            |
| 1908      | Violet Pinckney                            | Dorothea Lambert Chambers                  | 6–3, 6–2                 |
| 1909      | Aurea Edgington                            | Madeline Fisher O'Neill                    |                          |
| 1910      | Gladys Lamplough                           | Edith Johnson                              |                          |
| 1911      | Mildred Coles                              | Agnes Morton                               |                          |
| 1912      | Ethel Larcombe                             | Dorothy Holman                             | 6–1, 6–0                 |
| 1913      | Ethel Larcombe                             | Aurea Edgington                            |                          |
| 1914      | Ethel Larcombe                             | Beryl Tulloch                              |                          |
| 1915–1918 | Nem rendezték meg                          | Nem rendezték meg                          | Nem rendezték meg        |
| 1919      | Ethel Larcombe                             | Dorothy Holman                             | 6–4, 8–6                 |
| 1920      | Dorothy Holman                             | Ethel Larcombe                             | w.o.                     |
| 1921      | Mabel Clayton                              | Dorothy Holman                             |                          |
| 1922      | Mabel Clayton                              | W. Keays                                   |                          |
| 1923      | Elizabeth Ryan                             | Geraldine Beamish                          | 6–2, 1–6, 6–2            |
| 1924      | Elizabeth Ryan                             | Doris Covell Craddock                      |                          |
| 1925      | Elizabeth Ryan                             | Ermyntrude Harvey                          | 6–0, 6–1                 |
| 1926      | Dorothy Kemmis-Betty                       | Eileen Bennett                             | 7–5, 6–2                 |
| 1927      | Dorothy Kemmis-Betty                       | Enid Head Broadbridge                      | 6–0, 6–1                 |
| 1928      | Joan Ridley                                | Hélène Contostavlos                        | 4–6, 6–1, 6–0            |
| 1929      | Elizabeth Ryan                             | Elsie Goldsack                             | 6–2, 2–6, 6–2            |
| 1930      | Madge List                                 | Margaret McKane Stocks                     | 6–1, 6–3                 |
| 1931      | Elsie Goldsack Pittman                     | Kitty McKane Godfree                       | 9–7, 6–4                 |
| 1932      | Dorothy Andrus                             | Jadwiga Jędrzejowska                       | 1–6, 7–5, 6–4            |
| 1933      | Elsie Goldsack Pittman & Helen Wills Moody | Elsie Goldsack Pittman & Helen Wills Moody | cím megosztva            |
| 1934      | Jacqueline Goldschmidt                     | Dorothy Andrus                             | 5–7, 6–2, 6–0            |
| 1935      | Anita Lizana & Sylvie Jung Henrotin        | Anita Lizana & Sylvie Jung Henrotin        | cím megosztva            |
| 1936      | Jadwiga Jędrzejowska                       | Susan Noel                                 | 6–2, 6–4                 |
| 1937      | Jadwiga Jędrzejowska                       | Kay Stammers                               | 6–3, 6–0                 |
| 1938      | Jadwiga Jędrzejowska                       | Hilde Krahwinkel Sperling                  | 6–3, 6–0                 |
| 1939      | Jadwiga Jędrzejowska                       | Hilde Krahwinkel Sperling                  | 6–1, 6–4                 |
| 1940–1945 | Nem rendezték meg                          | Nem rendezték meg                          | Nem rendezték meg        |
| 1946      | Doris Hart                                 | Margaret Osborne                           | 6–8, 6–3, 6–3            |
| 1947      | Doris Hart                                 | Margaret Osborne                           | 6–4, 6–0                 |
| 1948      | Doris Hart & Margaret Osborne duPont       | Doris Hart & Margaret Osborne duPont       | cím megosztva            |
| 1949      | Louise Brough                              | Margaret Osborne duPont                    | 3–6, 6–1, 6–3            |
| 1950      | Doris Hart                                 | Margaret Osborne duPont                    | 4–6, 6–4, 6–4            |
| 1951      | Shirley Fry                                | Nancy Chaffee                              | 6–3, 8–6                 |
| 1952      | Hazel Redick-Smith                         | Elizabeth Wilford                          | 7–5, 6–1                 |
| 1953      | Jean Rinkel-Quertier                       | Heather Brewer                             | 6–1, 4–6, 6–2            |
| 1954      | Louise Brough                              | Shirley Fry                                | 6–1, 6–4                 |
| 1955      | Louise Brough                              | Jean Forbes                                | 6–3, 6–1                 |
| 1956      | Angela Buxton                              | Patricia Ward                              | 6–4, 6–0                 |
| 1957      | Mimi Arnold                                | Körmöczy Zsuzsa                            | 6–1, 5–7, 6–3            |
| 1958      | Bernice Carr                               | Margaret Varner                            | 6–4, 5–7, 8–6            |
| 1959      | Yola Ramírez                               | Christiane Mercelis                        | 2–6, 6–1, 6–3            |
| 1960      | Christine Truman                           | Karen Hantze Susman                        | 6–4, 6–3                 |
| 1961      | Margaret Smith                             | Nancy Richey                               | 6–0, 4–6, 6–2            |
| 1962      | Rita Bentley                               | Lorna Cornell                              | 7–5, 7–5                 |
| 1963      | Robyn Ebbern                               | Rita Bentley                               | 6–3, 6–3                 |
| 1964      | Margaret Smith                             | Ann Haydon-Jones                           | 6–3, 6–2                 |
| 1965      | Annette Van Zyl                            | Christine Truman                           | 6–3, 4–6, 6–4            |
| 1966      | Françoise Dürr                             | Judy Tegart                                | 4–6, 6–3, 7–5            |
| 1967      | Nancy Richey                               | Kerry Melville                             | 2–6, 6–2, 6–4            |
| 1968      | Ann Haydon-Jones & Nancy Richey            | Ann Haydon-Jones & Nancy Richey            | cím megosztva            |
| 1969      | Ann Haydon-Jones                           | Winnie Shaw                                | 6–0, 6–1                 |
| 1970      | Margaret Court                             | Winnie Shaw                                | 2–6, 8–6, 6–2            |
| 1971      | Margaret Court                             | Billie Jean King                           | 6–3, 3–6, 6–3            |
| 1972      | Chris Evert                                | Karen Krantzcke                            | 6–4, 6–0                 |
| 1973      | Olga Morozova                              | Evonne Goolagong                           | 6–2, 6–3                 |
| 1974–2024 | Női tornát nem rendeztek                   | Női tornát nem rendeztek                   | Női tornát nem rendeztek |
| 2025      | Tatjana Maria                              | Amanda Anisimova                           | 6–3, 6–4                 |

## Statisztikák, adatok
- Legtöbb cím - John McEnroe (4 egyéni és 1 páros).
- Legtöbb egyéni cím 4 - Josiah Ritchie, Anthony Wilding, Roy Emerson, John McEnroe, Boris Becker, Lleyton Hewitt and Andy Roddick.
- Legtöbb egyéni döntő  7 - John McEnroe
- Legfiatalabb győztes - Boris Becker, 17 évesen 207 naposan  győzött az 1985-ös tornán.
- Legidősebb győztes - Jimmy Connors, 30 évesen 284 naposan győzött az 1983-as tornán.
- Legalacsonyabban rangsorolt győztes - Scott Draper, a ranglista 108. helyezettjeként győzött 1998-as tornán.
- Legalacsonyabban rangsorolt Döntős - Laurence Tieleman,  a ranglista 253. helyezettjeként játszhatott döntőt 1998-ban.
- Legtöbbet kereső játékos - Pete Sampras 241 804 font nyereményt zsebelt be Queen's Club tornán összesen, őt Lleyton Hewitt jelenleg 204 084 font nyereménnyel követi.

### Meccsek
- Leghosszabb döntő -Pete Sampras és Tim Henman játszotta 1999-ben és  151 percig tartott, és Sampras győzelmével ért véget.
- Legrövidebb döntő -Michael Stich 1993-ban 57 perc alatt verte meg Wayne Ferreirát.
- Leghosszabb meccs (időben mérve) - Arthur Ashe 1979-ben 6 óra és 16 perc után győzte le Mittent.
- Leghosszabb meccs (játékok száma alapján) - Nduka Odizor és Forget 65 játékon keresztül gyűrte egymást 1987-ben, a meccs Odizor győzelmével ért véget.

### Nézőszámok
- Centre Court 6478 néző befogadására alkalmas.
- Legmagasabb nézőszám az egész torna során  2003-ban volt, amikor is 52 553 néző látogatott ki összesen az egy hétig tartó eseményre.
- A napi legmagasabb nézőszámot 2003 június 11-én 8362 néző látogatott ki a tornára.

### Egyéb adatok
- Andy Roddick 2004-ben itt állította fel a leggyorsabb szerva rekordját (246,2 km/h), Pharadon Szricsaphan elleni negyeddöntő során.